# Mykolas Masilionis
Mykolas Masilionis (ur. 5 września 1989) – litewski wioślarz.

## Osiągnięcia
- Mistrzostwa Świata Juniorów – Amsterdam 2006 – dwójka podwójna – 20. miejsce[1].
- Mistrzostwa Świata Juniorów – Pekin 2007 – jedynka – 5. miejsce[1].
- Mistrzostwa Europy – Ateny 2008 – dwójka podwójna – 10. miejsce[1].
- Mistrzostwa Świata U-23 – Račice 2009 – jedynka – 6. miejsce[1].
- Mistrzostwa Europy – Brześć 2009 – czwórka podwójna – 10. miejsce[1].
- Mistrzostwa Europy – Montemor-o-Velho 2010 – dwójka podwójna – 8. miejsce[1].